# Sanford (Alabama)
Sanford is een plaats (town) in de Amerikaanse staat Alabama, en valt bestuurlijk gezien onder Covington County.

## Demografie
Bij de volkstelling in 2000 werd het aantal inwoners vastgesteld op 269.
In 2006 is het aantal inwoners door het United States Census Bureau geschat op 272, een stijging van 3 (1,1%).

## Geografie
Volgens het United States Census Bureau beslaat de plaats een oppervlakte van
10,4 km², geheel bestaande uit land. Sanford ligt op ongeveer 60 m boven zeeniveau.

## Plaatsen in de nabije omgeving
De onderstaande figuur toont de plaatsen in een straal van 16 km rond Sanford.